# Tomonotus ferruginosus
Tomonotus ferruginosus är en insektsart som beskrevs av Bruner, L. 1905. Tomonotus ferruginosus ingår i släktet Tomonotus och familjen gräshoppor. Inga underarter finns listade i Catalogue of Life.